# Franz Xaver Trenkle
Franz Xaver Trenkle, född 2 augusti 1899 i Pfronten, död 28 maj 1946 i Landsberg am Lech, var en tysk SS-Hauptscharführer. Efter maktövertagandet 1933 var han verksam i koncentrationslägren Dachau, Neuengamme och Sachsenhausen. År 1944 kommenderades han till Bergen-Belsen och blev chef för satellitlägret Unterlüß. I januari 1945 blev han lägervakt i Dachau.
Inom ramen för Dachaurättegångarna dömdes Trenkle till döden och avrättades genom hängning.